# Heinrich Leitner

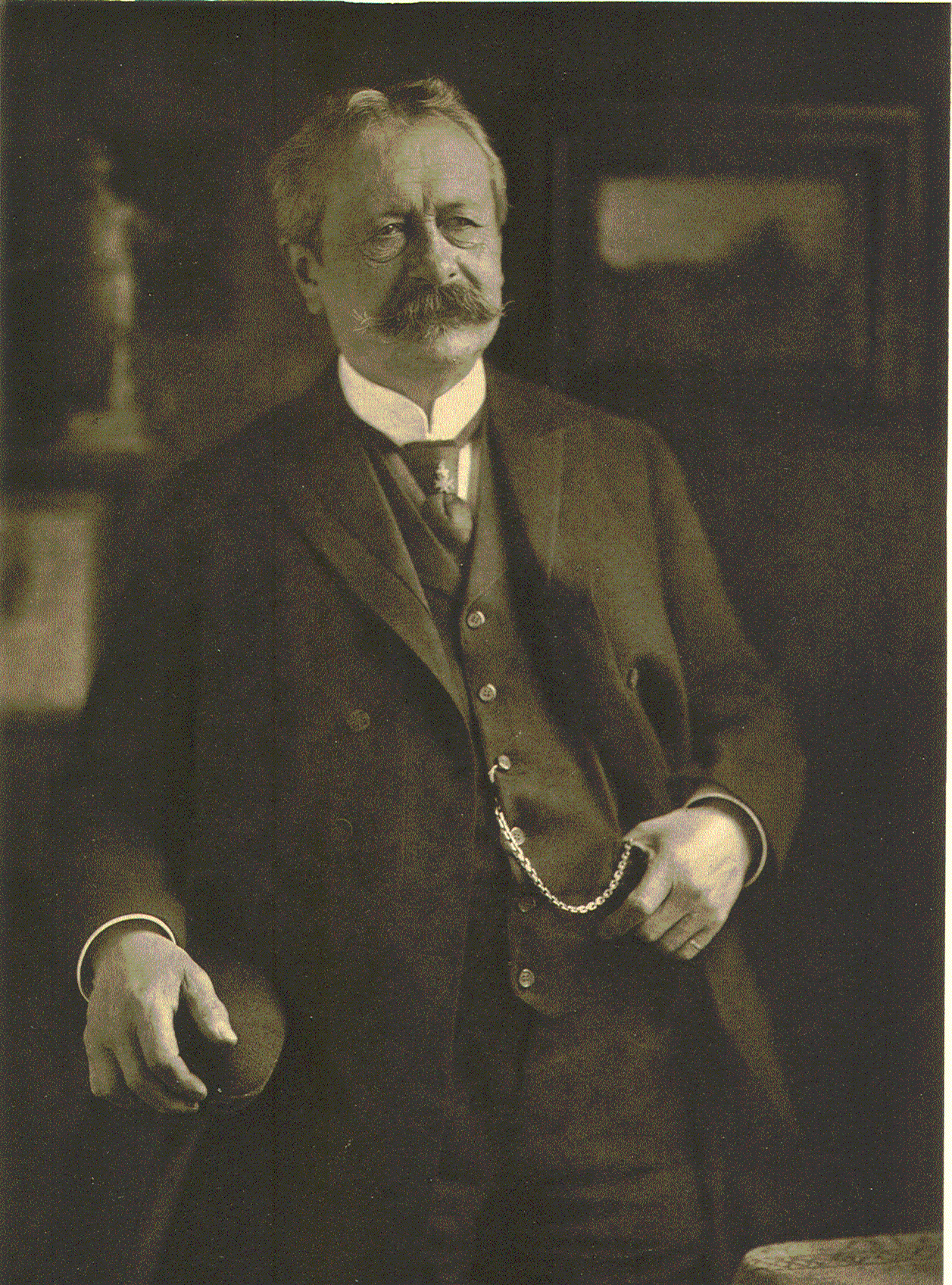
Leitner 1905

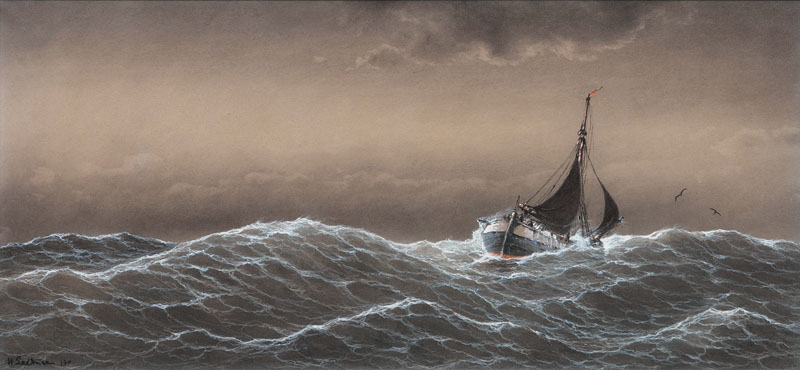
Fischerboot im Sturm

Heinrich Leitner (* 7. Oktober 1842 in Wien; † 18. Dezember 1913 in Hamburg) war ein österreichisch-deutscher Marinemaler.

## Leben
Heinrich Leitner kam 1854 im Alter von 12 Jahren nach Hamburg. Er arbeitete acht Jahre lang als Seemann bei der Handelsmarine, bevor er von 1864 bis 1869 an der Gewerbeschule Hamburg als Meisterschüler bei Anton Melbye studierte. Er unternahm mehrere Studienreisen nach Italien, Griechenland, in die Türkei, nach Südamerika und Skandinavien.
Leitner war Mitglied des Hamburger Künstlervereins und des Kaiserlichen Yacht-Clubs. 1869 begleitete er den Kronprinzen Friedrich bei seiner Reise zur Einweihung des Sueskanals.
Zu seinen Schülern gehörten Carl Becker, Alfred Jensen und Lüder Arenhold.